# Кисели (Брестская область)
Кисели́ (бел. Кісялі) — деревня в Городищенском сельсовете Барановичского района Брестской области Белоруссии, в 26 км от города Барановичи. Население — 79 человек (2023).

## География
По территории деревни протекает река Сервеч. Также в центре деревни находится устье реки Сиверга, которая впадает в Сервеч.

## История
Согласно переписи 1897 года, деревня в Городищевской волости Новогрудского уезда. С 1921 года в составе Польши, в гмине Городище Новогрудского повета Новогрудского воеводства. С 1939 года в составе БССР.

## Население
По состоянию на 1 января 2023 года в деревне проживало 79 человек в 38 хозяйствах, в том числе 7 моложе трудоспособного возраста, 56 — в трудоспособном возрасте и 16 — старше трудоспособного возраста. 
| Численность населения (по переписи) | Численность населения (по переписи) | Численность населения (по переписи) | Численность населения (по переписи) | Численность населения (по переписи) | Численность населения (по переписи) | Численность населения (по переписи) |
| 1897                                | 1909                                | 1921                                | 1970                                | 1999                                | 2009                                | 2019                                |
| ----------------------------------- | ----------------------------------- | ----------------------------------- | ----------------------------------- | ----------------------------------- | ----------------------------------- | ----------------------------------- |
| 302                                 | ↗360                                | ↗408                                | ↘338                                | ↘141                                | ↘97                                 | ↘65                                 |